# Matança de Sabra i Xatila
La Matança de Sabra i Xatila (àrab: مذبحة صبرا وشاتيلا, Maḏbaḥat Ṣabrā wa-Xātīlā) va ser la matança de més de 3.500 civils, majoritàriament palestins i xiïtes libanesos, per un grup paramilitar proper a les Falanges Libaneses, un partit de tendència ultradretana i cristiano-libanesa. La massacre va tenir lloc en el barri de Sabra i en el camp de refugiats de Xatila, a Beirut, al Líban, amb el suport i la protecció de l'Exèrcit israelià.
El Tzahal va tancar els accessos, va disparar i va bombardejar els camps de refugiats palestins, mentre els falangistes actuaven. A partir de les sis de la tarda aproximadament del 16 de setembre, fins a les vuit del matí del 18 de setembre de 1982, es va dur a terme una massacre generalitzada per part de la milícia.
La massacre fou presentada, per algunes fonts, com una represàlia per la mort del president libanès Baixir Gemayel, líder del Partit Kataeb libanès, acabat d'elegir, mentre fou considerada un acte de genocidi contra els civils palestins per part de l'ONU.
Al juny de 1982, Israel havia envaït el Sud del Líban amb la intenció d'erradicar l'Organització per a l'Alliberament de Palestina (OAP) i intervenir en al guerra civil libanesa. A mitjan 1982, sota la supervisió de la Força Multinacional l'OAP es va retirar del Líban després de setmanes de combats a l'oest de Beirut, i poc abans que tingués lloc la massacre. Diverses forces, falangistes, israelianes i possiblement també l'Exèrcit del Sud del Líban (ESL) - es trobaven en les proximitats de Sabra i Xatila en el moment de la massacre, aprofitant el fet que la Força Multinacional al Líban havia eliminat casernes i mines que havien tancat barris de majoria musulmana de Beirut i havien mantingut els israelians a ratlla durant el setge de Beirut. L'avanç israelià sobre Beirut occidental arran de la retirada de l'OLP, fet que va permetre la incursió falangista, va ser considerat una violació de l'acord d'alto el foc entre les diverses forces. L'exèrcit israelià va envoltar Sabra i Xatila i estacionà tropes en les sortides de la zona per evitar que els residents del campament en sortissin i, a petició dels falangistes, va disparar bengales per il·luminar la nit.
Els autors materials dels assassinats van ser els "Joves", una banda reclutada per Elie Hobeika, cap de la intel·ligència de les Forces Libaneses i oficial d'enllaç amb el Mossad, dels homes que havien estat expulsats de les Forces Libaneses per insubordinació o activitats delictives. Els més acarnissats d'ells podrien haver estat consumidors habituals de drogues, com ara cocaïna o heroïna. Es creu àmpliament que els assassinats van tenir lloc sota les ordres directes de Hobeika. Hobeika perdé familars a la massacre de Damour de 1976, que era en si una resposta a la massacre de Karantina (1976) de palestins i musulmans libanesos a mans de militants falangistes cristians. Hobeika més tard va esdevenir diputat, durant molts anys, al Parlament del Líban i va exercir diversos càrrecs ministerials. Altres comandants falangistes involucrats van ser Joseph Edde, del sud, Dib Anasta, cap de la Policia Militar falangista, Michael Zouein i Maroun Mischalani, de l'est de Beirut. En total, uns 300-400 milicians estigueren involucrats, entre ells alguns de l'Exèrcit del Sud del Líban de Saad Haddad.
El 1983, una comissió presidida per Seán MacBride, assistent del secretari general i president de l'Assemblea General de les Nacions Unides en aquell moment, va arribar a la conclusió que Israel, com a potència ocupant del campament, era responsable de la matança. La comissió també va concloure que la massacre va ser una forma de genocidi. El 1983, la Comissió Kahan israeliana, designada per investigar l'incident, va concloure que el personal militar israelià, conscient que hi havia una massacre en curs, no havia pres mesures serioses per aturar-la. La comissió considerà que Israel era indirectament responsable, i Ariel Xaron, llavors ministre de Defensa, va carregar amb la responsabilitat personal "per ignorar el perill de vessament de sang i venjança", i es va veure obligat a dimitir del càrrec, tot i que va romandre al govern com a ministre sense cartera. La Comissió va arribar a conclusions similars pel que fa al cap d'Estat Major, el tinent general Rafael Eitan (equival a una violació del deure que incumbia al cap d'Estat Major), així com el director de la intel·ligència militar, major general Yehoshua Saguy, i altres funcionaris d'intel·ligència - tot i que el Mossad no va ser reprès.

## Antecedents

### Guerra civil libanesa
Del 1975 a 1990 es producí guerra civil libanesa.s. La xifra total de morts al Líban durant tot el període de la guerra civil, va ser de prop de 150.000 víctimes.

### Presència palestina al sud del Líban
Hi havia camps de refugiats palestins al Líban des de la fi de la primera guerra araboisraeliana de 1949, la neteja ètnica, destrucció de pobles i expulsió massiva de palestins dels territoris ocupats per Israel empenyeren centenars de milers de persones a camps de refugiats de països com Jordània o el Líban, incloent dos camps contigus Sabra i Xatila en un suburbi de Beirut Oest. La població pobra dels dos districtes s'incrementà amb l'arribada de palestins i xiïtes que fugien dels combats al sud. El 1970, l'Organització per a l'Alliberament de Palestina s'expandeix al Líban després de la massacre de Setembre Negre, el que va portar als seus dirigents a abandonar Jordània. L'OAP feia servir el sud del Líban com a base per a atacs de la resistència palestina a l'ocupació d'Israel, que bombardejava regularement el sud del Líban. L'OAP intervingué en la guerra civil palestina al costat del Moviment Nacional Libanès, que agrupava les forces d'esquerra i arabistes, Israel Intervingué al costat del Front Libanès i les falanges cristianes.

### Ocupació israeliana del Líban "Operació Pau per a Galilea"
El 3 de juny del 1982 es va produir un intent d'assassinat de l'ambaixador israelià a Gran Bretanya Shlomo Argov, a mans de guerrillers palestins de l'organització d'Abu Nidal, llavors establert a l'Iraq, i possiblement amb participació siriana o iraquiana. El govern israelià va decidir aprofitar l'oportunitat per posar fi a la presència palestina al sud del Líban. Diversos historiadors i observadors com ara David Hirst i Benny Morris han fet notar que l'OAP no estigué involucrada en l'assalt i hi havia diversos fets que suggereixen que no podria haver-la aprovat - per exemple, que el grup d'Abu Nidal era un amarg rival de l'OAP d'Arafat i fins i tot havia assassinat alguns dels seus membres, i que l'OAP va condemnar l'intent d'assassinat. El govern israelià va justificar la invasió citant 270 atacs de resistents palestins a l'ocupació israeliana pertanyents de l'Organització d'Alliberament de Palestina (OAP) a Israel, els territoris ocupats, i la frontera amb Jordània i Líban (a més de 20 atacs contra interessos israelians a l'estranger). No obstant això, Benny Morris afirma que l'OAP estava respectant l'acord d'alto el foc llavors vigent amb Israel i mantenia la frontera entre l'estat jueu i el Líban més estable del que havia estat durant un període de més d'una dècada. En tot cas, Israel va utilitzar l'atemptat com a justificació per trencar l'alto el foc amb l'OAP, i com un casus belli per a una invasió a gran escala del Líban.
La Força Aèria Israeliana va bombardejar nou instal·lacions de l'OAP i també àrees civils al Líban el 4 de juny, malgrat l'acord d'alto vigent des del juliol de 1981 i l'OAP va respondre amb llençament de coets contra el nord d'Israel i l'ús de petites forces blindades per atacar l'organització frontera israeliana, l'escalada acabà amb la invasió israeliana del Líban el 6 de juny. L'objectiu al·legat de la invasió era deixar Israel fora de l'abast dels coets de l'OAP i un altre objectiu més ampli era empènyer l'exèrcit sirià fora del Líban (incloent els míssils sirians posicionats a la vall de la Bekaa), així com aliar-se amb les milícies cristianes a Beirut per combatre l'OAP
L'exèrcit israelià es dirigí cap al nord per tal d'envoltar la capital, Beirut. Després d'un perllongat setge de la ciutat, la lluita va acabar amb un acord negociat per Estats Units entre les parts el 21 d'agost de 1982, que permetia l'evacuació segura dels combatents palestins de la ciutat sota la supervisió de les nacions occidentals i garantia la protecció dels refugiats i els civils residents en els campaments de refugiats.
El 15 de juny 1982, 10 dies després de l'inici de la invasió, el Gabinet israelià va aprovar una proposta presentada pel primer ministre, Menahem Beguín, segons la qual l'exèrcit israelià no havia d'entrar a l'oest de Beirut, deixant la zona en mans de les Forces libaneses aliades. El cap de l'Estat Major, Rafael Eitan, ja havia donat ordres que les milícies libaneses, predominantment cristianes i d'ultradreta, no havien de prendre part en els combats, però la proposta tenia com a objectiu contrarestar les denúncies públiques que, mentre les forces d'ocupació israelianes patien baixes, els seus aliats no.
La investigació israeliana posterior estima la força de les milícies a l'oest de Beirut, amb exclusió dels palestins, en uns 7.000 combatents. Van calcular que la Falange eren 5000 quan estaven totalment mobilitzats, dels quals 2.000 ho eren de temps complet.
El 23 d'agost de 1982, Baixir Gemayel, líder del Front Libanès, va ser elegit president del Líban per l'Assemblea Nacional. Israel havia confiat en Gemayel i les seves forces com un contrapès a l'OAP i el Moviment Nacional Libanès, i com a resultat, els llaços entre Israel i els grups maronites, molts dels quals es declaraven partidaris de les Forces Libaneses, havia crescut.

### Alto el foc
Després de diverses setmanes de setge per part dels israelians a Beirut, on s'havien atrinxerat més de 15.000 combatents palestins, el 12 d'agost el diplomàtic estatunidenc Philip Habib va proposar un pla, que preveia la retirada de l'exèrcit israelià, l'evacuació dels combatents de l'OAP i el desplegament d'una força internacional de les Nacions Unides, la UNIFIL, destinada a protegir els civils palestins.
Pels volts de l'1 de setembre, els combatents de l'OAP havien estat evacuats de Beirut sota la supervisió de la Força Multinacional. L'evacuació va ser condicionada a la continuació de la presència de la Força Multinacional per brindar seguretat a la comunitat de refugiats palestins al Líban. La matança es produí un cop els civils palestins havien estat desemparats sense cap protecció.
L'11 de setembre de 1982, les forces internacionals que garantien la seguretat dels refugiats palestins van abandonar Beirut. Després, el 14 de setembre, Gemayel va ser assassinat en una explosió massiva que va demolir el seu quarter general. Finalment, el culpable, Habib Chartouni, un cristià libanès, va confessar el crim. Va resultar ser un membre del Partit Social Nacionalista Sirià i un agent de la intel·ligència siriana. Els líders musulmans palestins i libanesos van negar qualsevol connexió amb ell.
Historiadors i periodistes estan d'acord que fou molt probablement durant una reunió d'Ariel Sharon i Baixir Gemayel a Bikfaya el 12 de setembre, que van arribar a un acord autoritzant les “forces libaneses” a “netejar” els camps palestins. Sharon ja havia anunciat, el 9 de juliol de 1982, la seva intenció d'enviar les forces falangistes a Beirut Oest, i en la seva autobiografia confirma haver negociat l'operació durant la seva reunió amb Gemayel a Bikfaia.
En la nit del 14 de setembre, després de saber-se la notícia que Baixir Gemayel havia estat assassinat, el primer ministre Beguín, el ministre de Defensa Sharon i el cap de l'Estat Major Eitan va acordar que l'exèrcit israelià havia d'envair l'oest de Beirut. La raó pública que es va donar fou que hi serien per evitar el caos. En una conversa a part, a les 20:30 de la nit, Sharon i Eitan va coincidir que l'exèrcit israelià no havia d'entrar en els camps de refugiats palestins, però que s'hauria d'utilitzar la Falange. L'únic altre membre del gabinet que va ser consultat fou el ministre de Relacions Exteriors Yitshaq Xamir. Poc després de les sis del matí del 15 de setembre, l'exèrcit israelià entrava a Beirut Oest. Aquesta acció israeliana violava el seu acord amb els Estats Units de no ocupar Beirut Oest.
El 15 de setembre de 1982, 63 intel·lectuals palestins, en particular advocats, personal mèdic i professors, van ser identificats individualment i assassinats per una unitat israeliana anomenada Sayeret Matkal.
Segons el propi General Sharon, el Comandament israelià havia rebut les següents instruccions: “Les forces del Tsahal tenen prohibit entrar als camps de refugiats. La ‘neteja’ dels camps serà duta a terme per les Falanges o l'exèrcit libanès”.

## L'atac
En la nit del 14/15 de setembre 1982 el cap de l'Estat Major de les fores d'ocupació israelianes Rafael Eitan va volar a Beirut on es va anar directe a la seu dels falangistes i va donar instruccions al seu lideratge perquè ordenés una mobilització general de les seves forces i es preparés per participar en el proper atac israelià a Beirut occidental. També els va ordenar d'imposar un toc de queda general a totes les àrees sota el seu control i va destacar un oficial d'enllaç perquè s'estigués en un post de comandament avançat de les FDI. Els va dir que l'exèrcit israelià no entraria en els camps de refugiats, perquè això ho farien les forces falangistes. Els líders de les milícies van respondre que els caldrien 24 hores per organitzar la mobilització.
En el matí del dimecres 15 de setembre el ministre de Defensa israelià, Sharon, que també havia viatjat a Beirut, va mantenir una reunió amb Eitan en un post de comandament de les FDI, un edifici de cinc pisos a 200 metres al sud-oest de camp de Xatila. També van estar presents l'ajudant de Sharon Avi Duda'i, el director de la Intel·ligència Militar - Yehoshua Saguy, un alt funcionari del Mossad, el general Amir Drori, el general Amos Yaron, una oficial d'intel·ligència, el cap del Xin Bet - Avraham Shalom, el cap adjunt de l'Estat Major - general Moshe Levi i altres oficials d'alt rang. Es va acordar que la Falange hauria d'anar als campaments.
Després de l'assassinat del president libanès cristià Baixir Gemayel, els falangistes buscaven venjança. Al migdia del 15 de setembre, Sabra i Xatila havien estat envoltats per les FDI, que van establir llocs de control en les seves sortides i entrades, i utilitzaren una sèrie d'edificis de diversos pisos com a llocs d'observació. Entre ells es trobava l'ambaixada kuwaitiana de set pisos que, segons la revista TIME, tenia "una vista sense obstacles i panoràmica" de Sabra i Xatila. Hores més tard, els tancs de les forces d'ocupació d'Israel van començar els bombardejos de Sabra i Xatila.
La matinada del 15 de setembre de 1982, caces bombarders israelians sobrevolaven a baixa altura sobre Beirut Oest i les tropes israelianes havien assegurat totes les seves entrades. A les 9 am, el General Ariel Sharon era present per dirigir personalment la incursió israeliana, instal·lant-se en l'àrea del general de l'exèrcit a la cruïlla de l'ambaixada de Kuwait situada a la vora del camp de Xatila. Des del terrat d'aquest edifici de sis plantes era possible observar la ciutat i els camps de Sabra i Xatila clarament.
Al migdia, els camps de Sabra i Xatila estaven encerclats per tancs i soldats israelians, que havien instal·lat controls el voltant dels camps per a vigilar tota entrada o sortida de qualsevol persona. A última hora de la tarda i al vespre, els camps van ser bombardejats.
El dijous 16 de setembre de 1982, l'exèrcit israelià controlava Beirut Occidental. En una conferència de premsa, el portaveu militar israelià declarà “El Tsahal controla tots els punts estratègics de Beirut. Els camps de refugiats, dins dels quals hi ha una concentració de ‘terroristes', estan encerclats i segellats”. El matí del 16 de setembre, la següent ordre fou emesa per l'alt comandament de l'exèrcit: “La recerca i neteja dels camps serà feta pels Falangistes/l'exèrcit libanès”.
Durant el curs del matí, es van bombardejar els camps des de posicions elevades i franctiradors israelians van disparar a la gent als carrers. Cap a migdia, el comandament militar israelià donà a la milícia falangista llum verda per entrar als camps de refugiats. Poc després de les 5 pm, una unitat d'aproximadament 150 falangistes entrà a Xatila pel sud i sud-oest.
En aquest punt, el Amir Drori trucà Ariel Sharon i anuncià: “Els nostres amics estan avançant dins els camps. Nosaltres hem coordinat la seva entrada”. A la qual cosa Sharon contestà: “Felicitats! l'operació dels nostres amics està aprovada!”.
Durant les següents 40 hores, la milícia falangista violà, assassinà, i ferí un gran nombre de civils desarmats, la gran majoria nens, dones i gent gran, dins els camps “encerclats i segellats”. Aquestes accions van ser acompanyades o seguides per ràtzies sistemàtiques, amb el suport o reforç de l'exèrcit israelià, que tingueren com a resultat dotzenes de desaparicions.
L'exèrcit israelià tenia ple coneixement del que estava passant dins els camps fins al matí del dissabte 19 de setembre de 1982, i els seus líders van estar en contacte permanent amb els líders de la milícia que perpetraren la massacre. Encara que no hi intervingueren. En canvi, van impedir als civils d'escapar dels camps i feren perquè els camps estiguessin ben il·luminats durant la nit amb bengales llençades al cel amb helicòpters i morters.
Segons Linda Malone de The Jerusalem Fund, Ariel Sharon i el cap de l'Estat Major Rafael Eitan es van reunir amb unitats de la milícia falangista i els van convidar a entrar a Sabra i Xatila, amb l'argument que l'OAP era responsable de l'assassinat de Gemayel. La reunió es va acabar a les tres de la tarda del 16 de setembre. Xatila anteriorment havia estat un dels tres principals camps d'entrenament de l'OAP per als combatents estrangers i el principal camp d'entrenament per als combatents europeus; Els israelians afirmaven que entre 2.000 i 3.000 guerrillers romanien als campaments, però no estaven disposats a arriscar la vida de més dels seus soldats després que l'exèrcit libanès s'hagués negat repetidament a "buidar-los".
Una hora més tard, 1.500 milicians s'aplegaren a l'aeroport internacional de Beirut, llavors ocupat per Israel. Sota el comandament d'Elie Hobeika, van començar a avançar cap a la zona en jeeps subministrats per les forces d'ocupació israelianes; alguns portaven armes proporcionades per Israel, seguint l'orientació israeliana sobre la manera d'entrar-hi. Les forces eren majoritàriament falangistes, tot i que hi havia alguns homes de les "forces del Líban lliure" de Saad Haddad. Segons Ariel Xaron i el guardaespatlles d'Elie Hobeika, els falangistes van rebre advertències "dures i clares" sobre el dany a civils. No obstant això, en aquells dies se sabia que els falangistes presentaven un risc de seguretat especial per als palestins. Va ser publicat en la 1a edició de setembre de Bamahane, el diari de les FDI, que un falangista va dir a un funcionari israelià: "La pregunta que ens fem a nosaltres mateixos és com comencem, violant o matant" Un enviat dels Estats Units a l'Orient Mitjà va expressar el seu horror després de ser informat dels plans de Sharon d'enviar els falangistes a l'interior dels campaments, i els funcionaris israelians sí que reconeixien que la situació podria desencadenar una "massacre despietada".
La primera unitat de 150 falangistes va entrar a Sabra i Xatila a les sis de la tarda. Durant la nit, les forces israelianes van disparar bengales que il·luminaren la zona. D'acord amb una infermera holandesa, el campament era tan brillant com "un estadi esportiu durant un partit de futbol".
Dues hores després que la primera força falangista entrés al campament de Xatila un grup mixt de falangistes i oficials israelians observaven l'atac des del sostre del lloc de comandament avançat, quan un dels homes de la milícia al campament va trucar per ràdio al seu comandant Hobeika per preguntar-li què fer amb 50 dones i nens que havien estat fets presoners. La resposta de Hobeika va ser escoltada per un oficial israelià, que va testificar el que ell va dir: "Que sigui l'última vegada que em fas una pregunta així. Tu ja saps exactament què cal fer." Altres falangistes al sostre van començar a riure. Entre els israelians hi havia el brigadier general Yaron, comandant de divisió, que va demanar al tinent Elul, el seu cap d'oficina, què és el que li feia riure i Elul va traduir el que Hobeika havia dit. Yaron llavors va mantenir cinc minuts en conversa, en anglès, amb Hobeika. El que es van dir és desconegut.
A les onze de la mateixa a la nit es va enviar un informe a la seu de lesforces d'ocupació israelianes a l'est de Beirut, on s'informava de la mort de 300 persones, inclosos civils. L'informe va ser remès a la seu a Tel-Aviv i Jerusalem, on va ser vist per més de 20 alts oficials israelians.
A la tarda, es va celebrar una reunió entre el cap de l'Estat Major israelià, i els falangistes. En el matí del divendres 17 de setembre l'Exèrcit israelià envoltà Sabra i Xatila i va ordenar a la Falange que aturés la seva operació, preocupat pels informes d'una massacre.
El 17 de setembre, mentre que Sabra i Xatila encara estaven segellats, uns pocs observadors independents van aconseguir entrar-hi. Entre ells hi havia un periodista noruec i diplomàtic, Gunnar Flakstad, qui va observar falangistes durant les seves operacions de neteja i eliminació dels cadàvers de les cases destruïdes en el camp de Xatila.
Molts dels cadàvers trobats havien estat greument mutilats. Molts nois havien estat castrats, a alguns se'ls havia arrencat el cuir cabellut, i alguns tenien la creu cristiana tallada en els seus cossos.
Janet Lee Stevens, una periodista nord-americana, més tard va escriure al seu marit, el Dr. Franklin Lamb, "Vaig veure dones mortes a casa amb les seves faldilles fins a la cintura i les seves cames separades, desenes de joves afusellats després de ser alineats contra una paret del carreró, nens degollats, una dona embarassada esventrada, amb els ulls encara ben oberts, amb la cara ennegrida cridant silenciosament amb horror, innombrables nadons i nens petits que havien estat apunyalats o esquinçats a part i que havien estat llançats a munts d'escombraries."

Abans de la massacre, es va informar que el líder de l'OAP, Iàssir Arafat, havia sol·licitat la tornada de les forces internacionals, procedents d'Itàlia, França i els Estats Units, a Beirut per protegir els civils. Aquestes forces acabaven de supervisar la sortida d'Arafat i els seus combatents de l'OAP de Beirut. Itàlia va expressar una "profunda preocupació" sobre "el nou avanç israelià ', però no es van prendre mesures per tornar les forces de Beirut.The New York Times va informar el setembre del 1982: 
Iàssir Arafat, líder de l'Organització per a l'Alliberament de Palestina, ha exigit avui que els Estats Units, França i Itàlia enviïn les seves tropes de retorn a Beirut per protegir els seus habitants d'Israel ...  La dignitat dels tres exèrcits i l'honor dels seus països hi està involucrada, va dir el sr. Arafat en la seva conferència de premsa. I jo pregunto a Itàlia, França i els Estats Units: Què se n'ha fet de la vostra promesa de protegir els habitants de Beirut

## Nombre de víctimes

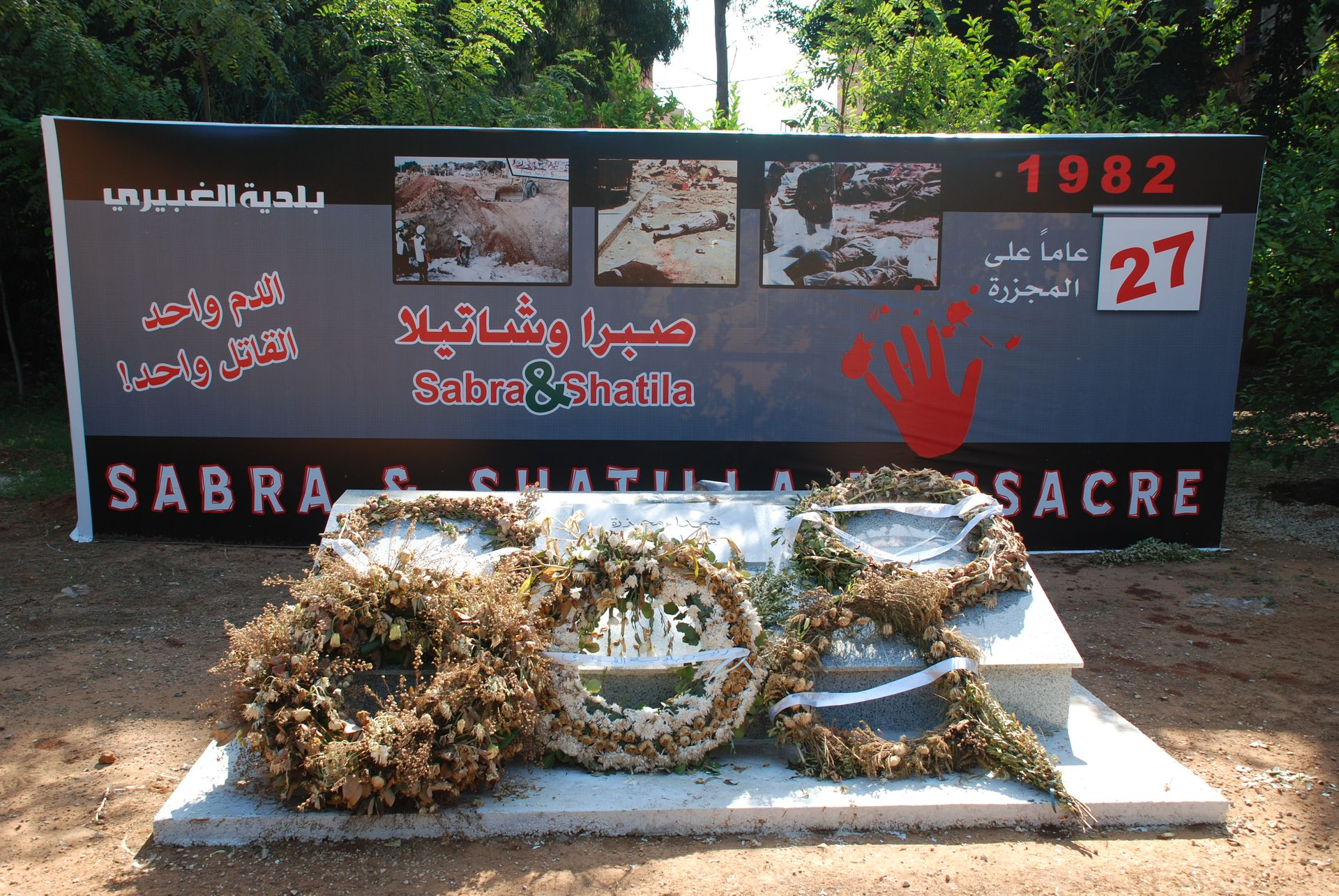
Memorial a Sabra, sud de Beirut

El fiscal en cap de l'exèrcit libanès va investigar els assassinats i va comptar 460 morts (entre ells 15 dones i 12 nens), la intel·ligència israeliana estimà 700-800 morts i la Mitja Lluna Roja Palestina va afirmar que hi havia 2.000 morts. Es van emetre 1.200 certificats de defunció a qualsevol persona que aportés tres testimonis de reclamació d'un familiar desaparegut durant l'època de la massacre.
- Segons la BBC, "almenys 800" palestins van morir.[62] Una xifra semblant a l'oferida per fonts israelianes de 700 morts.
- Bayan Nuwayhed al-Hout en la seva obra Sabra and Shatila: September 1982[63] dona un mínim consistent en 1.300 víctimes identificades sobre la base d'una comparació detallada de 17 llistes de víctimes i altres tipus de proves, i estima un total encara més gran.
- Robert Fisk va escriure: "Després de tres dies de violació, combats i execucions brutals, les milícies finalment abandonaren els campaments amb 1.700 morts".[64]
- En el seu llibre publicat poc després de la massacre,[65] el periodista israelià Amnon Kapeliouk de Le Monde Diplomatique, arribava a uns 3.500 morts després de la massacre.
- Segons fonts oficials i de la Creu Roja i "molt aproximadament" s'estimà entre 1.000 i 1.500 altres víctimes mortes pels mateixos falangistes fins a un total de 3000-3500.

### Condemna de les Nacions Unides
El 16 de desembre de 1982, l'Assemblea General de les Nacions Unides va condemnar la massacre i la va considerar com un acte de genocidi.
El registre de votació a la secció D de la Resolució 37/123 va ser: si: 123; no: 0; abstencions: 22; sense dret a vot: 12.
La comissió independent encapçalada per Seán MacBride, coincidí que el concepte de genocidi era aplicable al cas, atès que era la intenció dels que estaven darrere de la massacre "la destrucció deliberada dels drets i de la identitat nacional i cultural del poble palestí". Jueus individuals a tot el món també va denunciar la massacre com a genocidi. Estats aliats d'Israel com els EUA rebutjaren la qualificació de "genocidi",
L'informe de la comissió MacBride, Israel al Líban, va concloure que les autoritats o les forces israelianes van ser responsables de les matances i altres homicidis que es deia que s'havien dut a terme per milicians libanesos a Sabra i Xatila a la zona de Beirut entre el 16 i 18 de setembre. A diferència de la comissió israeliana, la comissió McBride no funcionava amb la idea de graus de responsabilitat independents, és a dir., directa i indirecta.
La mateixa comissió d'Israel va trobar que la participació d'Israel només corresponia a una responsabilitat "indirecta". Per al periodista britànic David Hirst, Israel va elaborar el concepte de responsabilitat indirecta per tal que la seva implicació i la responsabilitat semblessin més petites. Va dir sobre el veredicte de la Comissió que era només a través dels errors o omissions en l'anàlisi de la massacre que la Comissió havia pogut arribar a aquestes conclusions.

### La Comissió Kahan

#### "Responsabilitat personal" de Sharon
A la Kenésset, diversos diputats van interpel·lar Sharon sobre la responsabilitat d'Israel. El moviment extraparlamentari d'esquerra Pau Ara va fer una crida a manifestar-se, i 40.000 persones, segons xifres oficials, (o sigui, el 8% de la població d'Israel), disconformes amb la política governamental, es van aplegar en la manifestació més gran que s'havia conegut fins aleshores al país. Llurs reivindicacions, on es reclamava una solució pacífica al conflicte palestinoisraelià, van conduir a la creació de la comissió Kahan, la qual finalment va concloure que Ariel Xaron "tenia una responsabilitat personal",.
En un primer moment, Sharon es va negar a dimitir, i Beguín es va negar a cessar-lo. Va ser només després de la mort d'Emil Grünzweig després del llançament d'una granada per dispersar la multitud en una marxa de protesta de Pau Ara, que també va ferir altres deu, que es va assolir un compromís: Sharon renunciaria com a ministre de Defensa, però romandria en el Gabinet com a ministre sense cartera. Malgrat les dissuasives conclusions de l'informe Kahan, Sharon va esdevenir més endavant primer ministre d'Israel.

#### Altres conclusions
La comissió Kahan també va recomanar la destitució del director d'Intel·ligència Militar Yehoshua Saguy', i la congelació de la promoció efectiva del comandant de divisió, el brigadier general Amos Yaron, durant almenys tres anys.

## Rol de Hobeika
Robert Maroun Hatem, guardaespatlles d'Elie Hobeika, va afirmar en el seu llibre From Israel to Damascus que la massacre va ser planejada per Hobeika, i que les instruccions d'Israel eren només entrar als camps, treure i detenir els possibles guerrillers palestins que hi hagués amagats, i retornar els civils a casa seva. Per contra, Hobeika va ordenar als seus homes "extermini total....netegeu els camps". En tot cas, Hobeika mai no va ser encausat per la justícia del seu país.
Pierre Rehov, un director de documentals que va treballar en el cas dels ex soldats libanesos, mentre feia seva pel·lícula Holy Land: Christians in Peril, va arribar a la conclusió que Hobeika va ser sens dubte responsable de la massacre, tot i les ordres que havia rebut d'Ariel Sharon per comportar-se amb humanitat.
Hobeika va ser assassinat per un cotxe bomba a Beirut el 24 de gener de 2002. Els comentaristes àrabs i libanesos van culpar Israel de l'assassinat de Hobeika, amb el presumpte motiu israelià que Hobeika estaria 'aparentment a punt de declarar davant el tribunal belga sobre el paper de Sharon en la massacre. Israel va negar qualsevol implicació en l'atemptat.

En un article publicat el 2007 al rotatiu israelià Haaretz, Tom Segev esmenta el testimoniatge de dos polítics belgues, Josy Dubié i Vincent Van Quickenborne, que afirmen haver-se trobat secretament amb Elie Hobeika algunes hores abans de la seva mort. Segons Dubié, Hobeika estaria disposat a lliurar-se a Brussel·les, amb la promesa d'entregar proves de la seva innocència, que acusarien l'Exèrcit del Sud del Líban, recolzat per Israel. En aquest testimoniatge, Josy Dubié confirma les seves declaracions fetes en una entrevista concedida al diari belga Le Soir el 25 de gener del 2002, segons les quals 
| « | El crim beneficia a aquells a qui Hobeika havia tractat de « mullar » | » |

 L'article menciona els interessos israelians en la desaparició de Hobeika, així com la tesi que l'antic guardaespatlles de Hobeika, Robert Hatem, que inculpava Síria. L'article conclou dient  .

## Ariel Sharon

### Demanda per difamació de Sharon
Ariel Sharon va demandar la revista Time per difamació en els tribunals nord-americans i israelians en una demanda per difamació per 50 milions de dòlars, després que Time publiqués un article en el seu número de 21 febrer de 1983, on s'afirmava que Sharon havia "suposadament discutit amb els Gemayels la necessitat per als falangistes de venjar-se" de l'assassinat de Baixir. El jurat va trobar l'article fals i difamatori, tot i que Time va guanyar el plet a la cort dels Estats Units perquè la defensa de Sharon no va establir que els editors i articulistes de la revista haguessin "actuat per malícia, "com ho exigeix la llei de difamació dels EUA.

### Familiars de les víctimes demanden Sharon
Després de l'elecció de Sharon 2001 per al càrrec de primer ministre d'Israel, els familiars de les víctimes de la massacre va presentar una demanda El 24 de setembre de 2003, El Tribunal Suprem de Bèlgica desestimà el cas de crims de guerra contra Ariel Sharon, ja que cap dels demandants tenia nacionalitat belga al començament del cas.